# دوست: میراث بزرگ
دوست: میراث بزرگ (انگلیسی: Friend: The Great Legacy; کره‌ای: 친구 2؛ به معنای دوست ۲) یک فیلم اکشن نئو-نوآر سال ۲۰۱۳ کره جنوبی دربارهٔ سه نسل گانگستر با بازی یو اوه-سونگ، جو جین مو و کیم وو-بین است. این فیلم، دنبالهٔ فیلم دوست (۲۰۰۱) است که کیم کوانگ تک کارگردانی آن را نیز بر عهده داشته‌است. دوست: میراث بزرگ در ۱۴ نوامبر ۲۰۱۳ منتشر شد.

## بازیگران
- یو اوه-سونگ در نقش لی جون سوک
- جو جین مو در نقش لی چول جو[۹][۱۰]
- کیم وو-بین در نقش چوی سونگ هون[۱۱][۱۲][۱۳]
- جانگ یونگ نام در نقش هه جی، مادر سونگ هون
- جونگ هو بین در نقش اون کی
- گی جو بونگ در نقش هیونگ دو
  - جی سونگ-هیون در نقش جوانی هیونگ دو
- لی چول مین در نقش ویگ
- لی جون هیوک در نقش جام بو
- سون هو جین در نقش سونگ کی هو
- جونگ سو گیو در نقش هه یونگ
- به سونگ جونگ در نقش یونگ بک